# اندری کلیشچوک
اندری کلیشچوک (اوکراینی: Андрій Андрійович Кліщук؛ زادهٔ ۳ ژوئیهٔ ۱۹۹۲) بازیکن فوتبال اهل اوکراین است.